# Thelaira australis
Thelaira australis là một loài ruồi trong họ Tachinidae.